# Apis nigrocincta
Apis nigrocincta är en art i insektsordningen steklar som tillhör familjen långtungebin, och en nära släkting till det vanliga honungsbiet. Det ansågs tidigare som en varietet av det östasiatiska biet (Apis cerana); liksom detta finns det i södra Asien.

## Beskrivning
Arten är mycket lik sin nära släkting östasiatiskt bi, men är större och ljusare, mer gulaktig i färgen.

## Ekologi
Precis som det vanliga honungsbiet, A. mellifera (och givetvis sin nära släkting östasiatiskt bi) har Apis nigrocincta ett dansspråk med vilket ett bi som hittat en nektarkälla visar avståndet och riktningen till denna för de övriga arbetarna. Som majoriteten av de olika arterna av honungsbin dansar det på den vertikala ytan. Även boet är likadant, uppbyggt av flera vertikala bikakor i ett slutet utrymme.

## Utbredning
Apis nigrocincta finns på öarna Sulawesi och Sangihe i Filippinerna samt den indonesiska ön Mindanao.